# Йеньо Фалер
Йеньо Фалер (на унгарски: Faller Jenő) е унгарски дипломат.
Посланик в България от 2005 до 2008 г.
Завършва международно право през 1981 в МГИМО, Москва.